# Waste It on Me
Waste It on Me è un singolo del DJ statunitense Steve Aoki, pubblicato il 25 ottobre 2018 come quinto estratto dal quinto album in studio Neon Future III.

## Descrizione
Il singolo ha visto la partecipazione del gruppo musicale sudcoreano BTS ed è la terza collaborazione dopo i brani Mic Drop (2017) e The Truth Untold (2018). È stato composto da Jeff Halavacs, Ryan Ogren, Michael Gazzo, Nate Cyphert, Sean Foreman e RM, e include le voci di quest'ultimo e Jung Kook. Ha un tempo moderato di 96 bpm ed è scritto in mi minore, con la parte vocale che spazia da re4 a si5.
Musicalmente è «una traccia EDM ambient» con testi in inglese, secondo la descrizione fattane da Billboard, mentre per EDM.com ha «vaghe reminiscenze future bass». Kyle Shokeye di Complex ha scritto che, essendo la prima opera musicale totalmente in inglese dei BTS, «devia dalla loro solita formula per creare le canzoni».
Nel dicembre 2018 sono usciti tre remix, realizzati dai Cheat Codes, da Slushii e dai W&W.

## Video musicale
Il video è stato diretto da Joe Hahn dei Linkin Park e reso disponibile il 19 novembre 2018. Ambientato in un night club, è interpretato da un cast di soli asioamericani che comprende Ken Jeong, Jamie Chung, Ross Butler, Devon Aoki e Ben Baller, con camei di Leonardo Nam, Vincent Rodriguez III, Jimmy O. Yang, Jessica Lu, Jared Eng e Tiffany Ma.

## Tracce
Download digitale
1. Waste It on Me (feat. BTS) – 3:12

Download digitale – Slushii Remix
1. Waste It on Me (feat. BTS) (Slushii Remix) – 3:08

Download digitale – W&W Remix
1. Waste It on Me (feat. BTS) (W&W Remix) – 3:19

Download digitale – Steve Aoki Remix
1. Waste It on Me (feat. BTS) (Steve Aoki the Bold Tender Sneeze Remix) – 3:33

## Classifiche
| Classifica (2018)   | Posizione massima |
| ------------------- | ----------------- |
| Australia           | 61                |
| Austria             | 57                |
| Canada              | 64                |
| Corea del Sud       | 80                |
| Germania            | 98                |
| Malaysia            | 1                 |
| Regno Unito         | 57                |
| Singapore           | 2                 |
| Stati Uniti         | 89                |
| Svizzera            | 81                |
| Ungheria (download) | 3                 |